# MSV Pampow
MSV Pampow is een Duitse voetbalclub uit de gemeente Pampow, onderdeel van de Landkreis Ludwigslust-Parchim in de Duitse deelstaat Mecklenburg-Voor-Pommeren. Voluit heet de club Mecklenburgische Sportverein Pampow e. V.
De vereniging werd op 22 juni 1990 opgericht als opvolger van Traktor Pampow uit de tijd van de voormalige Duitse Democratische Republiek. Het ledenaantal is sinds de heroprichting behoorlijk toegenomen tot circa 400.
Het eerste elftal van de voetbalafdeling is in 2019 gepromoveerd naar de Oberliga Nordost. 